# 自旋-晶格弛豫
在核磁共振观察中，自旋-晶格弛豫（英語：spin–lattice relaxation）是这样一种机制：总核磁矩向量的纵向分量（平行于恒定磁场）从较高能量的非平衡态指数弛豫到与其周围环境（“晶格”）达到热力学平衡的状态。它由自旋-晶格弛豫时间这个时间常数来表征，记作 {\displaystyle T_{1}}。
还有一个不同的参数，{\displaystyle T_{2}}，即自旋-自旋弛豫时间，它关系到核磁化向量横向分量（垂直于外部磁场）的指数弛豫。测量不同材料中 {\displaystyle T_{1}} 和 {\displaystyle T_{2}} 的变化是一些磁共振成像技术的基础。

## 核物理学

弛豫或纵向弛豫曲线

{\displaystyle T_{1}} 表征了磁化向量的纵向分量 {\displaystyle M_{z}} 按照以下方程指数恢复至其热力学平衡的速率： {\displaystyle M_{z}(t)=M_{z,\mathrm {eq} }-\left[M_{z,\mathrm {eq} }-M_{z}(0)\right]e^{-t/T_{1}}} 或者，对于 {\displaystyle M_{z}(0)=-M_{z,\mathrm {eq} }} 的特殊情况： {\displaystyle M_{z}(t)=M_{z,\mathrm {eq} }\left(1-2e^{-t/T_{1}}\right)}
因此，这是纵向磁化强度在被一个90度射频脉冲翻转到磁横向平面后，恢复到其初始值的大约63%（{\displaystyle 1-1/e}）所需的时间。
原子核包含在分子结构内，并处于持续的振动和转动运动中，产生复杂的磁场。由晶格内核的热运动引起的磁场称为晶格场。处于较低能态的原子核的晶格场可以与处于较高能态的原子核相互作用，导致较高能态的能量在两个原子核之间分配。因此，原子核从射频脉冲获得的能量以晶格内振动和转动增加的形式耗散掉，这可能会轻微提高样品的温度。自旋-晶格弛豫这个名称指的是自旋将其从射频脉冲获得的能量返还给周围晶格，从而恢复其平衡态的过程。同样的过程也发生在自旋能量因周围静磁场的变化（例如，通过预极化或置入高磁场）而被改变之后，或者如果非平衡态是通过其他方式（例如，通过光泵浦超极化）实现的。
弛豫时间 {\displaystyle T_{1}}（原子核处于较高能态的平均寿命）取决于原子核的旋磁比和晶格的迁移率。随着迁移率的增加，振动和转动频率增加，使得晶格场的某个分量更有可能刺激从高能态到低能态的跃迁。然而，在极高的迁移率下，由于振动和转动频率不再对应于能态之间的能隙，概率会降低。
不同的组织具有不同的 {\displaystyle T_{1}} 值。例如，液体的 {\displaystyle T_{1}} 较长（1500-2000毫秒），水基组织的 {\displaystyle T_{1}} 值在400-1200毫秒范围内，而脂肪基组织的 {\displaystyle T_{1}} 值较短，在100-150毫秒范围内。强磁性离子或颗粒（例如，铁磁性或顺磁性物质）的存在也会显著改变 {\displaystyle T_{1}} 值，并被广泛用作MRI对比剂。

## T1加权图像

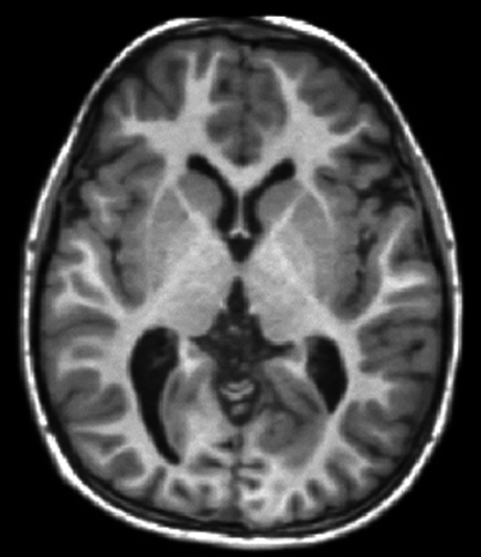
头部加权图像

磁共振成像利用质子的共振来生成图像。质子被适当频率（拉莫尔频率）的射频脉冲激发，然后当自旋返回其热平衡时，多余的能量以微量热量的形式释放到周围环境中。质子系综的磁化强度以一个由时间常数 {\displaystyle T_{1}} 表征的指数曲线恢复到其平衡值（参见弛豫 (核磁共振)）。
在常规自旋回波序列中，通过设置较短的重复时间（repetition time，TR）（例如 < 750 毫秒）和回波时间（echo time，TE）（例如 < 40 毫秒）可以获得 {\displaystyle T_{1}} 加权图像；而在梯度回波序列中，可以通过使用大于50度的翻转角并将TE值设置在小于15毫秒来获得。
{\displaystyle T_{1}} 在灰质和白质之间有显著差异，在进行脑部扫描时会用到。在液体和更坚实的解剖结构之间存在强烈的 {\displaystyle T_{1}} 对比，这使得 {\displaystyle T_{1}} 对比适用于正常或病理状态下解剖结构的形态学评估，例如，用于肌肉骨骼应用。

## 旋转坐标系
旋转坐标系中的自旋-晶格弛豫（Spin–lattice relaxation in the rotating frame）是指在核磁共振（nuclear magnetic resonance，NMR）和磁共振成像（magnetic resonance imaging，MRI）中，在射频（radio frequency，RF）场的影响下，磁化向量的横向分量 {\displaystyle M_{xy}} 指数衰减至其平衡值零的机制。它由旋转坐标系中的自旋-晶格弛豫时间常数 {\displaystyle T_{1\rho }} 来表征。它与 {\displaystyle T_{1}}（自旋-晶格弛豫时间）相对应而得名。
{\displaystyle T_{1\rho }} MRI 是传统 {\displaystyle T_{1}} 和 {\displaystyle T_{2}} MRI 的一种替代方法，它使用一个长时间、低功率的射频脉冲，称为自旋锁定（spin-lock，SL）脉冲，施加于横向平面上的磁化。磁化被有效地围绕一个由所施加的 {\displaystyle B_{1}} 和任何离共振分量矢量和产生的有效 {\displaystyle B_{1}} 场进行自旋锁定。自旋锁定的磁化将以时间常数 {\displaystyle T_{1\rho }} 进行弛豫，这是磁共振信号达到其初始值 {\displaystyle M_{xy}(0)} 的37%（{\displaystyle 1/e}）所需的时间。因此，关系式为： {\displaystyle M_{xy}(t_{\rm {SL}})=M_{xy}(0)e^{-t_{\rm {SL}}/T_{1\rho }}\,} ，其中 {\displaystyle t_{\mathrm {SL} }} 是射频场的持续时间。

### 测量
{\displaystyle T_{1\rho }} 可以通过将上述信号表达式作为自旋锁定脉冲持续时间的函数进行曲线拟合来量化（弛豫测量法），同时自旋锁定脉冲的幅度（{\displaystyle \gamma B_{1}\sim 0.1}-几千赫兹）保持固定。定量的 {\displaystyle T_{1\rho }} MRI弛豫图谱反映了组织的生化成分。

### 成像
{\displaystyle T_{1\rho }} MRI已被用于对软骨、 椎间盘、 脑部、 和心脏 等组织，以及某些类型的癌症的成像。

## 延伸阅读
- McRobbie D., et al. 《MRI, From picture to proton》. 2003
- Hashemi Ray, et al. 《MRI, The Basics》 2ED. 2004